# Guerra Russo-Persa (1804–1813)
A Guerra Russo-Persa de 1804-1813 foi uma das muitas guerras entre o Império Cajar e o Império Russo, e começou com uma disputa territorial. O novo rei persa, Fate Ali Xá Cajar, cobiçava a Georgia que havia sido anexada pelo czar Paulo I vários anos após a Guerra Russo-Persa de 1796. Como seu colega persa, o csar Alexander I também era novo no trono, e igualmente determinado a controlar os territórios em disputa. A guerra terminou com o Tratado de Gulistão que cedeu o território disputado da Geórgia para a Rússia Imperial, mas também cedeu o Daguestão, a maioria do que é hoje em dia o Azerbaijão e um pouco da Armênia ao Império Russo

## Origem
Uma das razões para o início da Guerra Russo-Persa foi a iniciativa do czar Paulo I de anexar a Geórgia (dezembro de 1800) durante o governo de Heráclio II, que foi o governante do Reino de Cártlia-Caquécia muito antes do seu líder Nader Xá, fazer um apelo para a Rússia cristã no Tratado de Georgievsk, em 1783, para que o reino fosse incorporado ao Império Persa. Depois do assassinado de Paulo (11 de março de 1801), a atividade política foi mantida por seu sucessor, o czar Alexandre I, que planejou retomar o controle russo sobre o Cáucaso. Em 1803, o comandante das forças russas no Cáucaso, Paulo Tsitsianov, atacou Ganja e capturou a cidadela em 15 de janeiro de 1804. O governador de Ganja, Javade Cã Cajar, foi morto e muitos habitantes locais foram massacrados. O governante Cajar, Fate Ali Xá, soube do ataque russo à Armênia, Carabaque e Azerbaijão. Isso não foi apenas um recurso de instabilidade na sua fronteira norte, mas um desafio direto à autoridade.

## Forças desiguais
Os russos foram incapazes de manter uma alta posição de suas tropas na região do Cáucaso, porque a atenção de Alexandre estava concentrada na guerra contra a França, o Império Otomano, a Suécia e a Grã-Bretanha. Para isso, os russos foram forçados a usar tecnologia superior, alto treinamento e estratégia devido à perceptível disparidade de tropas. Algumas estimativas dizem que as vantagem persa era de 5 para 1. O filho de Fate Ali, Abas Mirza, tentou modernizar o exército persa, com ajuda de instrutores franceses através da Aliança Franco-Persa, e depois de especialistas britânicos, com a intenção de ajudar nessa causa, mas o exército persa foi derrotado na guerra.

## Estopim da guerra
A guerra começou quando os generais russos Ivan Gudovich e Paulo Tsitsianov atacaram as posições persas em Echemiazim a cidade mais sagrada da Armênia. Gudovich, sem sucesso na captura de Echemiazim devido à rendição das tropas, marchou para Erevã, onde o cerco falhou novamente. Mesmo com esses ataques mal sucedidos, os russos mantiveram a vantagem na guerra, devido à superioridade de tropas e estratégia.

## Guerra sagrada e derrota persa

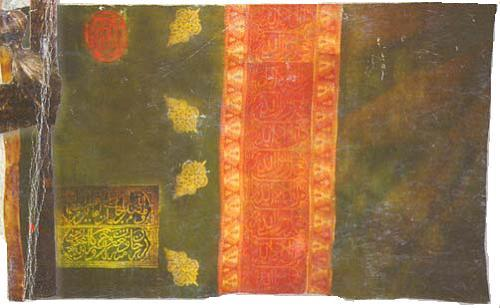
Bandeira do Canato de Ganja capturada por Tsitsianov em 1804. Museu Histórico do Azerbaijão

Os persas mantiveram seus esforços mais tarde na guerra, declarando a como uma guerra sagrada sobre a Rússia Imperial em 1810. Entretanto, isso foi pouco proveitoso. A tecnologia e tática superiores da Rússia garantiram muitas vitórias estratégicas. Foi proveitoso para os persas o fato de Napoleão - que era aliado da Pérsia e podia oferecer uma pequena ajuda direta - invadir a Rússia. Até mesmo quando os franceses estavam ocupando a antiga (e futura) capital da Rússia, Moscovo, as forças russas no sul não foram chamadas mas continuaram sua ofensiva contra a Pérsia, culminando nas vitórias de Pyotr Kotliarevski em Aslanduz Lenquerã, depois da derrota na Batalha de Sultanabade em 1812 e 1813 respectivamente. Depois da rendição persa, os termos do Tratado do Gulistão cederam ao Império Russo a maioria dos territórios previamente disputados. Isso fez com que os antes poderosos khans fossem dizimados e tivessem que prestar homenagem à Rússia.